# NGC 2620
NGC 2620 este o galaxie LINER situată în constelația Racul. A fost descoperită în 5 mai 1863 de către William Lassell.